# Cephaloscyllium hiscosellum
Cephaloscyllium hiscosellum — акула з роду Cephaloscyllium родини Котячі акули. Інші назви «австралійська сітчаста головаста акула», «сідлоподібна головаста акула». Тривалий час вважалася синонімом сітчастної головастої акули. Лише у 2008 році визначено як самостійний вид.

## Опис
Загальна довжина досягає 52 см. За зовнішніми ознаками нагадує сітчасту головасту акулу. Голова коротка, широка, стиснута зверху. Морда широка, закруглена. Очі помірно великі, мигдалеподібні, з мигальною перетинкою. За ними розташовані невеличкі бризкальця. Ніздрі широкі. Носові клапани великі. Губні борозни відсутні. Рот довгий, широко зігнутий. На обох щелепах розташовано по 45-63 зубів. Вони з 3 або 5 верхівками. Зуби верхньої щелепи стирчать при закритій пащі. У неї 5 пар зябрових щілин. Тулуб щільний, циліндричний, звужується до голови. Заввишки тулуб становить 19% довжини усього тіла. Грудні плавці невеликі, кінчики кутуваті. Має 2 спинних плавця. Передній більше за задній. Передній спинний плавець розташовано позаду черевних плавців, задній — навпроти анального. Черевні плавці невеличкі, у самців на них розташовані довгі птерігоподії (статеві органи). Анальний плавець дещо більше за задній спинний плавець. Хвостовий плавець широкий, гетероцеркальний.
Забарвлення сірувато-коричнева з візерунками з поперечних ламаних темно-коричневих смуг, що утворюють своєрідну сітку. Між смугами присутні темні плямочки. Черево світло-коричневого кольору.

## Спосіб життя
Тримається на глибині 290–420 м. Доволі повільна і малорухлива акула. Як захист від хижаків здатна надуватися, ковтаючи воду й повітря. Полює на здобич біля дна, є бентофагом. Живиться дрібними безхребетними та невеличкою костистою рибою.
Статева зрілість у самців настає при розмірах 39-46 см. Це яйцекладна акула. Самиця відкладає 2 яйця світло-жовтого кольору. Яйця мають вусики та вирості, якими чіпляється за ґрунт.

## Розповсюдження
Мешкає уздовж узбережжя штату Західна Австралія від м. Джералдтон до м. Брума (Австралія).